# بوی (مجارستان)
بوی (به مجاری:  Bóly) شهری در مجارستان است که در ناحیه بوی واقع شده‌است و ۲۵٫۳۴ کیلومتر مربع مساحت و ۳٬۸۸۷ نفر جمعیت دارد.

## خواهرخوانده
شهرهای سمریاخ، هرولدسبرگ، Cernat (رومانی) و Neded (اسلواکی) خواهرخوانده‌های بوی هستند.